# ال‌ای‌جی‌جی۱ لاووشکین
ال‌ای‌جی‌جی۱ لاووشکین (به انگلیسی: Lavochkin-Gorbunov-Gudkov_LaGG-1) یک هواگرد از نوع جنگنده ساخت شرکت OKB - 301, Khimki, Moscow region است. هواگرد ال‌ای‌جی‌جی۱ لاووشکین نخستین پروازش را در ۳۰ مارس ۱۹۴۰ میلادی انجام داد. در مجموع، تعداد ۱۰۰ فروند از این هواگرد ساخته شده‌است.
طراح این هواگرد، V. P. Gorbunov بود.